# Липен
Ли́пен (болг. Липен) — село в Монтанській області Болгарії. Входить до складу общини Монтана.

## Населення
За даними перепису населення 2011 року у селі проживали 366 осіб, з них 356 осіб (99,7%) — болгари.
Розподіл населення за віком у 2011 році:
Динаміка населення: